# Nenad Krstičić
Nenad Krstičić (in serbo Ненад Крстичић?; Belgrado, 3 luglio 1990) è un dirigente sportivo ed ex calciatore serbo, di ruolo centrocampista, dirigente delle giovanili dell'OFK Belgrado.

## Carriera

### Club

#### Inizi
Cresciuto nelle giovanili dell'OFK Belgrado, nel 2006 esordisce in prima squadra nella Superliga, la massima divisione di calcio della Serbia, restandoci per due stagioni.
Con la formazione serba disputa anche la Coppa Intertoto 2008, dalla quale l'OFK viene eliminato al secondo turno dai greci del Panionios.

#### Sampdoria

##### Giovanili
Il 1º settembre 2008 viene acquistato a titolo definitivo dagli italiani della Sampdoria che gli affida, a 18 anni, la maglia numero 55 della prima squadra. Nel mese di novembre 2008 il giocatore si infortuna rompendosi il menisco. Nel dicembre 2008 i medici della Sampdoria scoprono che Nenad è affetto da un linfoma molto aggressivo e iniziano subito le cure all'Ospedale San Martino di Genova.
Nel gennaio 2010 Krstičić è ritornato ad allenarsi con i compagni e il 12 aprile è stato convocato per la partita del Campionato Primavera Sassuolo-Sampdoria, entrando anche in campo all'81' al posto del compagno di squadra Muratore. Il 2 giugno 2010 segna il gol della vittoria contro il Milan, 3-2 per i liguri, che permette ai blucerchiati di accedere alle semifinali del Campionato Primavera.

##### Prima squadra
L'esordio in prima squadra arriva il 16 dicembre 2010, giocando da titolare la partita di Europa League Debrecen-Sampdoria (2-0).
Dalla Stagione 2011-2012 viene inserito nella rosa della prima squadra, neo-retrocessa in Serie B, esordendo in campionato il 6 gennaio 2012 in occasione di Sampdoria-Varese (0-1) subentrando al compagno Simone Bentivoglio al minuto 61; la settimana successiva gioca dal primo minuto la partita Padova-Sampdoria, terminata 2-1 per i blucerchiati. Conclude la sua stagione con 13 presenze in Serie B, di cui 6 da titolare.
Viene confermato in rosa anche per la stagione seguente che vede il 26 agosto 2012 il suo esordio in Serie A nella partita Milan-Sampdoria 0-1; realizza, invece, il suo primo gol nella massima serie il 2 dicembre 2012 nella partita Fiorentina-Sampdoria 2-2, siglando la rete del momentaneo 1-1. Il 6 marzo 2013 rinnova il proprio contratto con la formazione blucerchiata fino al 30 giugno 2017. Il 14 aprile 2013, in occasione del derby Genoa-Sampdoria, si procura, dopo un brutto intervento subito da Matuzalém, la lesione del legamento astragalico, del legamento peroneo calcaneare e della capsula della caviglia sinistra, che lo costringe a chiudere la stagione anticipatamente.
Nella stagione 2013-2014 termina l'annata con 32 presenze ed un gol in campionato e 2 presenze ed un gol in Coppa Italia.
Il 28 settembre seguente, durante il derby Genoa-Sampdoria, subentra a Manolo Gabbiadini all'89º minuto della partita, mandato in campo dall'allenatore Siniša Mihajlović per celebrare la nascita del figlio, conosciuto nella mattinata durante un breve permesso in cui Krsticic ha lasciato il ritiro della squadra. In questa parte di stagione gioca in tutto 15 partite.

#### Bologna e il ritorno alla Samp
Il 2 febbraio 2015 viene ceduto in prestito con diritto di riscatto al Bologna in Serie B. Qui ritrova anche gli ex compagni di Samp Angelo da Costa, Daniele Gastaldello e Gianluca Sansone. A fine stagione ritorna alla Samp per fine prestito.
Nella stagione 2015-2016 tra luglio ed agosto gioca come titolare le due partite di UEFA Europa League contro il Vojvodina, che vedono i blucerchiati eliminati precocemente dalla manifestazione. Esordisce in Campionato solamente alla 26ª giornata, il 20 febbraio 2016, nella sconfitta a Milano per 3 a 1 contro l'Inter.
Il 18 luglio 2016 la Samp ne comunica la rescissione consensuale del contratto, il giocatore lascia così i blucerchiati dopo 8 anni dal suo arrivo.

#### Deportivo Alavés
Una settimana dopo aver lasciato la squadra ligure firma un biennale con il Deportivo Alavés. Dopo una sola stagione trascorsa in Spagna, con 20 presenze complessive e tre reti, il 23 agosto 2017 si svincola dai baschi.

#### Ritorno in patria e AEK
Il giorno dopo avere rescisso con la squadra spagnola, torna a giocare in patria firmando un biennale con la Stella Rossa.
Dopo 63 presenze e 6 gol in tutto, il 4 gennaio 2019 viene ceduto per 500.000 euro all’AEK Atene con cui firma un contratto triennale.
Il 1º luglio 2021 fa ritorno alla Stella Rossa.

### Nazionale
Inserito nel giro della nazionali giovanili serbe, è stato pre-selezionato nel 2008 per il nuovo corso della Nazionale Under-21.
Il 4 ottobre 2012 viene convocato per la prima volta in nazionale dal commissario tecnico Siniša Mihajlović, per prendere parte alle partite del 12 ottobre contro il Belgio a Belgrado e del 16 a Skopje contro la Macedonia, senza però scendere in campo. Fa il suo debutto in nazionale durante l'amichevole giocata (e vinta per 3-1) dalla sua nazionale a Nicosia contro Cipro il 6 febbraio 2013 subentrando al 74' a Zdravko Kuzmanović. Giocò altre due partite con la nazionale nel 2013, prima di uscirne dal giro nel novembre dello stesso anno a seguito dell'addio di Mihajlovic per andare ad allenare proprio la Sampdoria, squadra in cui Krstičić giocava all'epoca. Tornò a giocare per la Serbia il 10 novembre 2017 subentrando nell'amichevole vinta per 2-0 contro la Cina al giocatore del Torino (nonché autore del goal del momentaneo 1-0) Adem Ljajić.

## Statistiche

### Presenze e reti nei club
| Stagione            | Squadra             | Campionato          | Campionato | Campionato | Coppe nazionali | Coppe nazionali | Coppe nazionali | Coppe continentali | Coppe continentali | Coppe continentali | Altre coppe | Altre coppe | Altre coppe | Totale | Totale |
| Stagione            | Squadra             | Comp                | Pres       | Reti       | Comp            | Pres            | Reti            | Comp               | Pres               | Reti               | Comp        | Pres        | Reti        | Pres   | Reti   |
| ------------------- | ------------------- | ------------------- | ---------- | ---------- | --------------- | --------------- | --------------- | ------------------ | ------------------ | ------------------ | ----------- | ----------- | ----------- | ------ | ------ |
| 2006-2007           | OFK Belgrado        | SL                  | 1          | 0          | CS              | 0               | 0               | -                  | -                  | -                  | -           | -           | -           | 1      | 0      |
| 2007-2008           | OFK Belgrado        | SL                  | 24         | 2          | CS              | 0               | 0               | -                  | -                  | -                  | -           | -           | -           | 24     | 2      |
| ago. 2008           | OFK Belgrado        | SL                  | 1          | 0          | CS              | 0               | 0               | Int                | 2                  | 0                  | -           | -           | -           | 3      | 0      |
| Totale OFK Belgrado | Totale OFK Belgrado | Totale OFK Belgrado | 26         | 2          |                 | 0               | 0               |                    | 2                  | 0                  |             | -           | -           | 28     | 2      |
| set. 2008-2009      | Sampdoria           | A                   | 0          | 0          | CI              | 0               | 0               | -                  | -                  | -                  | -           | -           | -           | 0      | 0      |
| 2009-2010           | Sampdoria           | A                   | 0          | 0          | CI              | 0               | 0               | -                  | -                  | -                  | -           | -           | -           | 0      | 0      |
| 2010-2011           | Sampdoria           | A                   | 0          | 0          | CI              | 0               | 0               | UCL+UEL            | 0+1                | 0+0                | -           | -           | -           | 1      | 0      |
| 2011-2012           | Sampdoria           | B                   | 13         | 0          | CI              | 0               | 0               | -                  | -                  | -                  | -           | -           | -           | 13     | 0      |
| 2012-2013           | Sampdoria           | A                   | 25         | 1          | CI              | 1               | 0               | -                  | -                  | -                  | -           | -           | -           | 26     | 1      |
| 2013-2014           | Sampdoria           | A                   | 32         | 1          | CI              | 2               | 1               | -                  | -                  | -                  | -           | -           | -           | 34     | 2      |
| 2014-feb. 2015      | Sampdoria           | A                   | 12         | 0          | CI              | 3               | 0               | -                  | -                  | -                  | -           | -           | -           | 15     | 0      |
| feb.-giu. 2015      | Bologna             | B                   | 13+3       | 0          | CI              | 0               | 0               | -                  | -                  | -                  | -           | -           | -           | 16     | 0      |
| 2015-2016           | Sampdoria           | A                   | 10         | 0          | CI              | 0               | 0               | UEL                | 2                  | 0                  | -           | -           | -           | 12     | 0      |
| Totale Sampdoria    | Totale Sampdoria    | Totale Sampdoria    | 92         | 2          |                 | 6               | 1               |                    | 3                  | 0                  |             | -           | -           | 101    | 3      |
| 2016-2017           | Deportivo Alavés    | PD                  | 14         | 2          | CR              | 6               | 1               | -                  | -                  | -                  | -           | -           | -           | 20     | 3      |
| 2017-2018           | Stella Rossa        | SL                  | 27         | 4          | CS              | 1               | 0               | UEL                | 8                  | 0                  |             |             |             | 36     | 4      |
| 2018-gen. 2019      | Stella Rossa        | SL                  | 13         | 1          | CS              | 1               | 0               | UCL                | 13                 | 1                  | -           | -           | -           | 27     | 2      |
| gen.-giu. 2019      | AEK Atene           | SL                  | 13         | 0          | CG              | 5               | 2               | -                  | -                  | -                  | -           | -           | -           | 18     | 2      |
| 2019-2020           | AEK Atene           | SL                  | 20+10      | 1          | CG              | 6               | 1               | UEL                | 4                  | 0                  | -           | -           | -           | 40     | 2      |
| 2020-2021           | AEK Atene           | SL                  | 16+9       | 1          | CG              | 4               | 0               | UEL                | 7                  | 0                  | -           | -           | -           | 36     | 1      |
| Totale AEK Atene    | Totale AEK Atene    | Totale AEK Atene    | 68         | 2          |                 | 15              | 3               |                    | 11                 | 0                  |             | -           | -           | 94     | 5      |
| 2021-2022           | Stella Rossa        | SL                  | 23+7       | 2          | CS              | 3               | 0               | UCL+UEL            | 4+7                | 0+0                | -           | -           | -           | 44     | 2      |
| 2022-2023           | Stella Rossa        | SL                  | 3+1        | 0          | CS              | 1               | 0               | -                  | -                  | -                  | -           | -           | -           | 5      | 0      |
| Totale Stella Rossa | Totale Stella Rossa | Totale Stella Rossa | 74         | 7          |                 | 6               | 0               |                    | 32                 | 1                  |             | -           | -           | 112    | 8      |
| Totale carriera     | Totale carriera     | Totale carriera     | 290        | 15         |                 | 33              | 5               |                    | 48                 | 1                  |             | -           | -           | 371    | 21     |

### Cronologia presenze e reti in nazionale
| Cronologia completa delle presenze e delle reti in nazionale ― Serbia | Cronologia completa delle presenze e delle reti in nazionale ― Serbia | Cronologia completa delle presenze e delle reti in nazionale ― Serbia | Cronologia completa delle presenze e delle reti in nazionale ― Serbia | Cronologia completa delle presenze e delle reti in nazionale ― Serbia | Cronologia completa delle presenze e delle reti in nazionale ― Serbia | Cronologia completa delle presenze e delle reti in nazionale ― Serbia | Cronologia completa delle presenze e delle reti in nazionale ― Serbia |
| Data                                                                  | Città                                                                 | In casa                                                               | Risultato                                                             | Ospiti                                                                | Competizione                                                          | Reti                                                                  | Note                                                                  |
| --------------------------------------------------------------------- | --------------------------------------------------------------------- | --------------------------------------------------------------------- | --------------------------------------------------------------------- | --------------------------------------------------------------------- | --------------------------------------------------------------------- | --------------------------------------------------------------------- | --------------------------------------------------------------------- |
| 6-2-2013                                                              | Nicosia                                                               | Cipro                                                                 | 1 – 3                                                                 | Serbia                                                                | Amichevole                                                            | -                                                                     | 73’                                                                   |
| 14-8-2013                                                             | Bogotà                                                                | Colombia                                                              | 1 – 0                                                                 | Serbia                                                                | Amichevole                                                            | -                                                                     | 61’                                                                   |
| 10-9-2013                                                             | Cardiff                                                               | Galles                                                                | 0 – 3                                                                 | Serbia                                                                | Qual. Mondiali 2014                                                   | -                                                                     | 88’                                                                   |
| 10-11-2017                                                            | Canton                                                                | Cina                                                                  | 0 – 2                                                                 | Serbia                                                                | Amichevole                                                            | -                                                                     | 83’                                                                   |
| Totale                                                                |                                                                       | Presenze                                                              | 4                                                                     |                                                                       | Reti                                                                  | 0                                                                     |                                                                       |

## Palmarès

### Club

#### Competizioni nazionali
- Campionato serbo: 3

Stella Rossa: 2017-2018, 2021-2022, 2022-2023
- Coppa di Serbia: 2

Stella Rossa: 2021-2022, 2022-2023